# Municipio de Six Mile (condado de Franklin)
El municipio de Six Mile (en inglés: Six Mile Township) es un municipio ubicado en el condado de Franklin en el estado estadounidense de Arkansas. En el año 2010 tenía una población de 126 habitantes y una densidad poblacional de 5,34 personas por km².

## Geografía
El municipio de Six Mile se encuentra ubicado en las coordenadas 35°14′46″N 93°56′40″O / 35.24611, -93.94444. Según la Oficina del Censo de los Estados Unidos, el municipio tiene una superficie total de 23.6 km², de la cual 23,59 km² corresponden a tierra firme y (0,02 %) 0,01 km² es agua.

## Demografía
Según el censo de 2010, había 126 personas residiendo en el municipio de Six Mile. La densidad de población era de 5,34 hab./km². De los 126 habitantes, el municipio de Six Mile estaba compuesto por el 97,62 % blancos, el 0,79 % eran de otras razas y el 1,59 % eran de una mezcla de razas. Del total de la población el 3,97 % eran hispanos o latinos de cualquier raza.